# Европско првенство у ватерполу 2026.
Еропско првенство у ватерполу 2026. биће 37. издање овог такмичења и одржаће се у Београду у Србији.

## Градови домаћини
| Штарк арена                                                |
| Капацитет: 18.386                                          |
| Venue for the 2026 Men's European Water Polo Championships |

## Квалификације
| Начин квалификовања                  | Датум                | Домаћин | Бр. екипа | Квалификован                                                           |
| ------------------------------------ | -------------------- | ------- | --------- | ---------------------------------------------------------------------- |
| Домаћин                              | —                    | —       | 1         | Србија                                                                 |
| Европско првенство у ватерполу 2024. | 3 — 16. јануар 2024. | Загреб  | 7         | Шпанија · Хрватска · Италија · Мађарска · Грчка · Црна Гора · Румунија |
| Квалификације                        |                      | Разно   | 8         |                                                                        |